# Платил, Ян
Ян Платил (чеш. Jan Platil; род. 9 февраля 1983, Кладно, Среднечешский край) — чешский хоккеист, защитник. Участник Чемпионата мира по хоккею 2007 года.

## Биография
Родился в Кладно. В клубе родного города начал играть на позиции защитника. В 2000 году уехал в хоккейную лигу Онтарио, а в 2001 году был выбран на драфте клубом НХЛ «Оттава Сенаторз» (7-й раунд, 218 номер). В основной состав «сенаторов» пробиться не удалось. Играл 3 года в Бинхемтоне, стабильно набирая по 150—200 минут штрафа за сезон. В 2006 году вернулся в Европу. Выступал в Финляндии за Лукко, затем за ЦСКА и «Амур». В 2007 году играл за сборную Чехии на чемпионате мира.
В августе 2008 года подписал контракт с челябинским Трактором.

## Статистика

### Клубная карьера
Приведены данные только для Чемпионата России и КХЛ по состоянию на 8 мая 2014 года
|             |             |             | Регулярный сезон | Регулярный сезон | Регулярный сезон | Регулярный сезон | Регулярный сезон | Регулярный сезон | Плей-офф | Плей-офф | Плей-офф | Плей-офф | Плей-офф | Плей-офф |
| Сезон       | Команда     | Лига        | Игр              | Ш                | А                | Очк              | +/-              | Штр              | Игр      | Ш        | А        | Очк      | +/-      | Штр      |
| ----------- | ----------- | ----------- | ---------------- | ---------------- | ---------------- | ---------------- | ---------------- | ---------------- | -------- | -------- | -------- | -------- | -------- | -------- |
| 2006—07     | ЦСКА        | РХЛ         | 20               | 1                | 2                | 3                | 1                | 48               | 12       | 1        | 1        | 2        | 3        | 71       |
| 2007—08     | Амур        | РХЛ         | 44               | 7                | 13               | 20               | 3                | 103              | 4        | 0        | 1        | 1        | -4       | 38       |
| 2008—09     | Трактор     | КХЛ         | 40               | 6                | 8                | 14               | 3                | 127              | 1        | 0        | 0        | 0        | -2       | 4        |
| 2009—10     | Трактор     | КХЛ         | 20               | 0                | 4                | 4                | -1               | 64               | -        |          | -        | -        | -        | -        |
| Всего в КХЛ | Всего в КХЛ | Всего в КХЛ | 60               | 6                | 12               | 18               | 2                | 191              | 1        | 0        | 0        | 0        | -2       | 4        |